# Повзас
Повзас (Поуксас) — река в России, протекает по Таштагольскому району Кемеровской области.
Устье реки находится на высоте 457 м над уровнем моря в 240 км от устья реки Мрассу по левому берегу. Длина реки составляет 17 км.

## Данные водного реестра
По данным государственного водного реестра России относится к Верхнеобскому бассейновому округу, водохозяйственный участок реки — Томь от истока до города Новокузнецк, без реки Кондома, речной подбассейн реки — Томь. Речной бассейн реки — (Верхняя) Обь до впадения Иртыша.
Код водного объекта в государственном водном реестре — 13010300212115200008327.